# Rio Jaraucu
Rio Jaraucu är ett vattendrag i Brasilien.   Det ligger i delstaten Pará, i den centrala delen av landet, 1 600 km norr om huvudstaden Brasília.
I omgivningarna runt Rio Jaraucu växer i huvudsak städsegrön lövskog. Trakten runt Rio Jaraucu är nära nog obefolkad, med mindre än två invånare per kvadratkilometer.